# Kounkané (Burkina Faso)
Pour les articles homonymes, voir Kounkané.
Kounkané, également orthographié Kunkané, est une localité située dans le département de Gomponsom de la province du Passoré dans la région Nord au Burkina Faso.

## Géographie
Kounkané se situe à 5 km au nord du centre de Gomponsom, le chef-lieu départemental, à 1 km à l'est de Zougoungou et à environ 15 km au nord-est de Yako et de la route nationale 2.

## Économie
Tout comme le village voisin de Zougoungou, l'économie de Kounkané est essentiellement basée sur l'agriculture céréalière et maraîchère permise grâce au petit barrage de retenue local.

## Santé et éducation
Le centre de soins le plus proche de Kounkané est le centre de santé et de promotion sociale (CSPS) de Zougoungou tandis que le centre médical avec antenne chirurgicale (CMA) de la province se trouve à Yako.
La commune possède depuis 2004 (mais ouverte seulement en 2011) une école primaire publique de trois classes.